# Чёрные земли
Чёрные земли, Земля чёрная — земельные наделы черносошных крестьян и тяглого городского населения на Руси (в России) XIV—XVII веков.
Также указано в источниках что Чёрная земля, то есть невладельческая земля — термин, употреблявшийся в Московской Руси для названия земли, которая находилась в общинном владении волости или погоста (посада), но считалась собственностью князя как представителя государства (казённая земля).

## История
На Руси (в России), с развитием централизованной государственной власти, общинные земли мало-помалу обратились в чёрные или государевы, и считались за князем, но не как за частным собственником, а как за носителем государственной власти.
Первая перепись на Руси (в России) была произведена в 1620 году, по указанию русского государя Михаила Феодоровича «Были посланы писцы и дозорщики», — описать все земли, принадлежавшие казне, городам, монастырям и частным лицам со всеми их угодьями, а также количество собираемых с них доходов и число дворов и жителей.
В исторических источниках чёрные земли противопоставляются белым землям, которые находились во владении феодалов и церкви. Черные земли облагались налогами в пользу князя или казны, то есть царя, в отличие от белых земель, которые налогами не облагались. Смерды лишь пользовались чёрными землями, и с начала XVIII века чёрные земли стали называться казёнными, поскольку владельцем их после реформ Петра I было государство.
В России существовало управление земельными оброчными статьями, то есть казёнными землями — или в виде сдачи в аренду — краткосрочную или долгосрочную или в виде хозяйственного управления. В империи 57 % общего количества лесов принадлежит казне.